# Arcangela Girlani
Arcangela Girlani (née Éléonore Girlani à Trino en 1460 et morte le 25 janvier 1494) est une religieuse italienne. Elle entre dans l'Ordre du Carmel à l'âge de 17 ans. Très vite est elle nommée prieure du couvent. Elle jouit d'une grande estime et admiration tant par ses religieuses que par les habitants de la ville. En 1492 elle est sollicitée pour aller fonder un nouveau couvent de carmélites à Mantoue. Ses biographes lui attribuent de nombreuses grâces mystiques (extases, don de prophétie, lévitation).
Tenue pour sainte par la population, elle est béatifiée officiellement par Pie IX le 1er octobre 1864. À la suite de la fermeture du couvent, son corps est déplacé dans l'église Saint-Laurent (à Trino), où il est toujours vénéré.

## Biographie

### Enfance
Éléonore Girlani est née en 1460 à Trino (Monferrat) dans une famille noble. Elle a deux sœurs : Scolastique et Marie. Elle va à l'école au monastère de Saint-François, situé à proximité de la maison familiale.
Lorsqu'Éléonore manifeste son désir de devenir religieuse, son père lui propose de prendre un temps de réflexion en restant à la maison. Le temps de réflexion l'amène à confirmer son choix, tout en étant rejointe par ses sœurs Marie et Scolastique. Les parents refusent que les trois filles entrent dans les ordres. Mais après un temps ils acceptent leur décision, à condition qu'elles entrent au couvent situé près du domicile familial.
Mais la jeune Éléonore rejette cette solution, redoutant l'influence de sa famille, trop proche de ce couvent.
Une autre source hagiographique raconte ce même événement sous forme d'une anecdote un peu différente. Il s'agit peut-être d'un fioretti de sa légende dorée : souhaitant entrer dans le couvent des religieuses bénédictines, elle se rend au couvent à cheval, mais en chemin, le cheval refuse d'avancer et de l'amener à ce couvent. La jeune Eléonore interprète alors ce refus du cheval comme un signe venant de Dieu, et avec ses deux sœurs (Marie et Scolastique), elles rentrent au couvent des carmélites de Parme.

### Entrée au Carmel
Un ami rentré dans l'Ordre du Carmel vient visiter la famille, et avec son aide, la jeune Éléonore obtient d'entrer dans le couvent Sainte Marie-Madelaine fondé récemment à Parme (ce couvent fait partie de la Congrégation de Mantoue).
Le 25 janvier 1478, à l'âge de 17 ans, Éléonore entre au Carmel et prend le nom d'Arcangela.
Quelques années plus tard elle est élue prieure.
Les témoins de l'époque ont rapporté que « ses exhortations, mais plus encore son style de vie, étaient un exemple pour ses sœurs ».
Arcangela est très estimée de la population de la ville, les habitants viennent la solliciter pour une aide spirituelle mais aussi matérielle, lors des moments difficiles.
La bienheureuse Arcangela reste dans son couvent durant 15 années, jusqu'à ce qu’Élisabeth d’Este la sollicite (avec l'appui du père Tommaso da Caravaggioelle, vicaire général des Carmes) pour aller fonder un nouveau couvent de carmélites dans la ville de Mantoue. Elle est remplacée dans son rôle de prieure par sœur Scolastique. Les chroniqueurs indiquent que « son départ de la ville de Parme fut douloureux pour la population tant elle y était aimée et admirée tant par ses religieuses, que par les habitants ».

### Fondation à Mantoue
Le nouveau couvent de Mantoue (fondé en 1492) est dédié à Notre-Dame, et prend le nom de Sainte Marie du Paradis (Santa Maria del Paradiso). Là encore, l'exemple de la mère supérieure séduit les habitants de la ville : un vieux manuscrit rapporte que l'idée générale des habitants était que « la vie dans le couvent de mère Arcangela était comme le paradis sur terre, que les religieuses étaient toutes absorbées en Dieu ». Ses biographes rapportent que Mère Arcangela avait le don de prophétie, qu'elle était souvent en extase, qu'elle avait le don de lévitation et qu'elle aurait obtenu plusieurs miracles. Ils indiquent également qu'elle aimait méditer le mystère de Noël, et de la Passion du Christ ; qu'elle n'entreprenait pas d'action importante sans avoir prié et demandé l'aide de la Sainte Trinité.
Bien qu'encore jeune, durant les dernières années de sa vie, elle souffre de diverses maladies et de fièvres récurrentes. Elle décède le 25 janvier 1494, ses derniers mots sont « Jésus, mon amour ! ». Elle est enterrée dans une fosse commune.

## Reliques et béatification
Trois ans après son décès, son corps est exhumé et enterré à part. En 1782, sur ordre de Joseph II, le monastère de Mantoue est supprimé et le corps de la bienheureuse est translaté dans le couvent des Carmes de sa ville natale de Trino. En 1802, ce couvent est lui aussi supprimé, et la relique est translatée à l'église Saint-Laurent (à Trino), où elle est toujours vénérée.
Mère Arcangela est béatifiée par le pape Pie IX, le 1er octobre 1864. Sa mémoire liturgique est célébrée le 25 janvier, mais dans le diocèse de Mantoue sa mémoire est célébrée le 29 janvier.